# Adolf Hohneck
Adolf August Hohneck (* 3. Februar 1810 in Eibau; † 2. Februar 1879 in Oberlößnitz) war ein deutscher Landschaftsmaler, Lithograf und Grafiker.

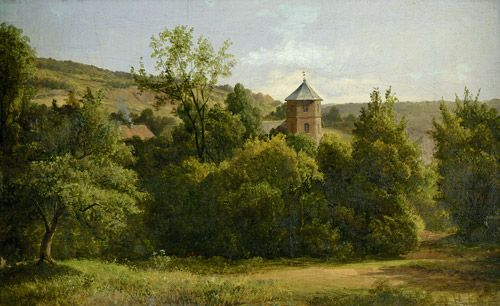
Die Lösnitz Bei Dresden, Ölgemälde, Adolf Hohneck

## Leben und Werk

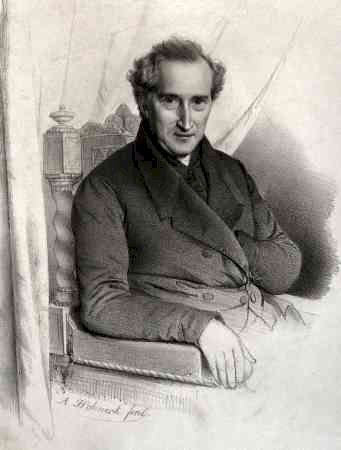
Herrenportrait, Lithographie, von Adolf Hohneck, um 1850

Hohneck studierte Malerei an der Kunstakademie Dresden wie auch an der Kunstakademie Düsseldorf.
Einen Namen machte sich Hohneck vor allem als Landschaftsmaler. Darüber hinaus arbeitete er auch als Porträtist; so schuf er 1844 eine meisterhafte Serie von Lithografien der Professoren der Universität Bonn.
Das Kupferstichkabinett der Staatlichen Kunstsammlungen Dresden sowie die Gemäldegalerie Neue Meister verwahren eine ganze Reihe Lithografien und Bilder von Hohneck.
Hohneck war mit Marie Julie geb. Müller (1836–1904) verheiratet, sie hatten einen Sohn und vier Töchter. Die Familie wohnte in Radebeul in der Meißner Straße 93. Hohneck verstarb am 2. Februar 1879 im Bilz-Sanatorium im benachbarten Oberlößnitz. Er wurde auf dem Friedhof in Kaditz beerdigt.
Hohnecks Tochter Maria wurde ebenfalls Grafikerin und illustrierte vor dem Ersten Weltkrieg zahlreiche Kinderbücher.